# Ectopria tarsalis
Ectopria tarsalis is een keversoort uit de familie keikevers (Psephenidae). De wetenschappelijke naam van de soort werd in 1853 gepubliceerd door John Lawrence LeConte.